# Fontanna Niedźwiadek we Wrocławiu
Fontanna Niedźwiadek (niem. Bärenbrunnen) – rekonstrukcja przedwojennej fontanny, która znajduje się przy południowej ścianie Starego Ratusza we Wrocławiu.
Pierwotną fontannę z brązu w formie posągu niedźwiadka stojącego na pniu wykonał Ernst Moritz Geyger w 1902 r., a 17 sierpnia 1904 r. ustawiono ją przy Ratuszu w niewielkim, kamiennym basenie, do którego spływała woda z pyska niedźwiadka. Podczas II wojny światowej posąg zaginął. Inicjatorem rekonstrukcji posągu był Maciej Łagiewski oraz wrocławskie Bractwo Kurkowe. Rzeźbę o wadze 270 kg i wysokości 1,5 m na wzór oryginału zrekonstruował Ryszard Zamorski i fontannę przy Ratuszu odsłonięto w dniu 18 czerwca 1998 r. Odlew z brązu wykonały Gliwickie Zakłady Urządzeń Technicznych z funduszy wrocławskiego Centrozłomu, i wrocławskiego Browaru Piastowskiego.